# Mine d'Ashton
 (mars 2025).
Motif : Très peu de sources secondaires, et peu de chances que ça s'améliore, puisqu'a priori, la mine a fermé
- Archive Wikiwix
- Bing
- Cairn
- DuckDuckGo
- E. Universalis
- Gallica
- Google
- G. Books
- G. News
- G. Scholar
- Persée
- Qwant
- (zh) Baidu
- (ru) Yandex
- (wd) trouver des œuvres sur Wikidata

| 1. | Préciser le motif de la pose du bandeau. | Précisez le motif de la pose du bandeau en utilisant la syntaxe suivante : {{admissibilité à vérifier\|date=mars 2025\|motif=remplacez ce texte par le motif}}                     |
| 2. | Informer les utilisateurs concernés.     | Pensez à avertir le créateur de l'article, par exemple, en insérant le code ci-dessous sur sa page de discussion : {{subst:avertissement admissibilité à vérifier\|Mine d'Ashton}} |

La mine d'Ashton est une mine à ciel ouvert et souterraine de charbon située dans la Nouvelle-Galles du Sud en Australie.